# Мікел Нелом
Мікел Нелом (нід. Miquel Nelom, нар. 22 вересня 1990, Роттердам) — нідерландський футболіст, захисник клубу «Віллем II».

## Клубна кар'єра
Народився 1990 року в Роттердамі. В дорослому футболі дебютував 2010 року виступами за команду місцевого клубу «Ексельсіор», в якій провів півтора сезони, взявши участь у 36 матчах чемпіонату. 
Влітку 2011 року перейшов до іншої роттердамської команди, «Феєнорда».

## Виступи за збірні
2011 року  залучався до складу молодіжної збірної Нідерландів. На молодіжному рівні зіграв в одному офіційному матчі.
2013 року дебютував в офіційних матчах у складі національної збірної Нідерландів. Наразі провів у формі головної команди країни 2 матчі.

## Титули і досягнення
- Чемпіон Нідерландів (1):

«Феєнорд»: 2016-17
- Володар Кубка Нідерландів (1):

«Феєнорд»: 2015-16
- Володар Суперкубка Нідерландів (1):

«Феєнорд»: 2017